# IRF2BPL
IRF2BPL‏ (Interferon regulatory factor 2 binding protein like) هوَ بروتين يُشَفر بواسطة جين IRF2BPL في الإنسان.